# 도이역 (오사카부)
도이역(일본어: 土居駅)은 일본 오사카부 모리구치시에 위치한 게이한 전기철도 게이한 본선의 역이다. 역 번호는 KH 10이다.

## 역사
- 1932년 6월 14일: 게이한 본선의 선로 이전에 의해 영업 개시.
- 1933년 12월 29일: 복선화.
- 1943년 10월 1일: 회사 합병에 의해 게이한신 급행 전철의 역이 됨.
- 1945년 9월 15일: 수송 혼란 방지로 인하여 사용 중지.
- 1947년 3월 11일: 영업 재개.
- 1948년 12월 20일: 역사 개축.
- 1949년 12월 1일: 회사 분할에 의해 게이한 전기 철도의 역이 됨.
- 1972년 11월 28일: 역의 교토 방면쪽의 고가 공사가 기공됨.
- 1979년 4월 15일: 역의 교토 방면쪽 선로 고가화.
- 1980년 6월 8일: 역의 교토 방면쪽 오사카 행 선로 고가화.
- 1992년: 역의 보수와 8량화에 대응하기 위한 승강장 확장 공사가 완성.
- 2011년
  - 3월 5일: 장애인 전용 엘리베이터 사용 개시.
  - 3월 12일: 휠체어 및 오스토메이트와 대응한 베이비시트,기저귀 전화 교환대, 다목적화장실 사용 개시.
- 2014년 3월 29일: 승강장 이상 통보 장치 설치 및 운용 개시.
- 2016년 10월 31일: 대합실에 여객 안내 장치 설치.

## 역 구조
통과선 2개를 두고 상대식 승강장 2면 2선의 구조이고 성토 위에 역을 갖는다. 개찰구는 하행 승강장의 교토 방향으로 1곳만 존재한다. 승강장은 2층에 있다. 통과선(A선)에 승강장이 없고 바깥 2선(B선)에만 승강장이 마련되어 있다. 인근의 다키이 역과는 불과 400m 거리만큼 떨어져 있다. 두 역의 승강장 끝에서 끝까지의 거리는 160m도 되지 않고 게이한 전철 8량(150m) 편성분보다 약간 긴 정도이다.
2011년 3월 5일, 신체 장애자 대응의 엘리베이터가 완성하여 사용을 개시하였다.

### 승강장
| 번호 | 노선          | 방향 | 행선                                            |
| ---- | ------------- | ---- | ----------------------------------------------- |
| 1    | ■ 게이한 본선 | 상행 | 모리구치시・히라카타시・산조・데마치야나기 방면 |
| 2    | ■ 게이한 본선 | 하행 | 교바시・요도야바시・나카노시마 선 방면          |

※ 두 승강장의 유효 길이는 8량 편성이다.

## 이용 현황
| 연도별 1일 평균 하차 승차 인원 | 연도별 1일 평균 하차 승차 인원 | 연도별 1일 평균 하차 승차 인원 | 연도별 1일 평균 하차 승차 인원 |
| 연도                           | 특정일                         | 특정일                         |                                |
| 연도                           | 하차 인원                      | 승차 인원                      |                                |
| ------------------------------ | ------------------------------ | ------------------------------ | ------------------------------ |
| 1995년                         | 10,158                         | 4,883                          |                                |
| 1996년                         | -                              | -                              |                                |
| 1997년                         | -                              | -                              |                                |
| 1998년                         | 9,469                          | 4,583                          |                                |
| 1999년                         | -                              | -                              |                                |
| 2000년                         | 9,173                          | 4,395                          |                                |
| 2001년                         | -                              | -                              |                                |
| 2002년                         | 8,574                          | 4,122                          |                                |
| 2003년                         | 8,300                          | 3,975                          |                                |
| 2004년                         | 7,712                          | 3,671                          |                                |
| 2005년                         | 7,776                          | 3,692                          |                                |
| 2006년                         | 7,924                          | 3,760                          |                                |
| 2007년                         | 7,464                          | 3,566                          |                                |
| 2008년                         | 7,003                          | 3,376                          |                                |
| 2009년                         | 6,789                          | 3,251                          |                                |
| 2010년                         | 6,262                          | 3,020                          |                                |
| 2011년                         | 5,937                          | 2,847                          |                                |
| 2012년                         | 5,943                          | 2,905                          |                                |
| 2013년                         | 5,536                          | 2,685                          |                                |
| 2014년                         | 5,883                          | 2,820                          |                                |
| 2015년                         | 5,907                          | 2,854                          |                                |

## 역 주변
- 도이 지구 상점가 조합 연합회
- 게이한 히가시도리 상점가
- 도이 상점가 "포포라레 도이"
- 모리이 신사
- 모리구치 도이 우체국
- 모리구치 시립 제3중학교
- 모리구치 시립 가스가 초등학교
- 오사카 국제 다키이 고등학교
- 도이 공원
- 모리구치 부민 건강 플라자
- 모리구치 보건소
- 오사카 시영 지하철 다니마치 선・이마자토스지 선 다이시바시이마이치 역 - 도보 5분 거리.

## 사진

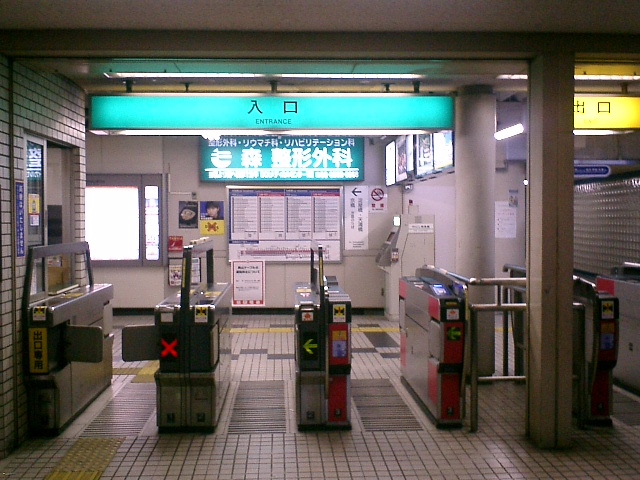
개찰구

## 인접역
| 게이한 전기철도 ■ 게이한 본선 | 게이한 전기철도 ■ 게이한 본선 | 게이한 전기철도 ■ 게이한 본선     |
| ----------------------------- | ----------------------------- | --------------------------------- |
| KH09 다키이 요도야바시 방면   | ■ 보통                        | 모리구치시 KH11 데마치야나기 방면 |